# Contea di Adams (Idaho)
La contea di Adams (in inglese Adams County) è una contea dello Stato dell'Idaho, negli Stati Uniti. La popolazione al censimento del 2000 era di 3 476 abitanti. Il capoluogo di contea è Council.

## Geografia
La contea si trova nel centro-ovest dello Stato, al confine con l'Oregon. Il territorio comprende montagne, foreste, fiumi e deserti e il confine ovest è dato dallo Hells Canyon.

### Contee confinanti
- Contea di Idaho - nord
- Contea di Valley - est
- Contea di Gem - sud-est
- Contea di Washington - sud
- Contea di Baker (Oregon) - sud-ovest
- Contea di Wallowa (Oregon) - nord-ovest

## Storia
La contea fu creata nel 1911 e fu chiamata così in onore del presidente John Adams.

## Comuni
Le due city sono Council (il capoluogo) e New Meadows.